# 西山佑太
西山 佑太（にしやま ゆうた）は、日本の漫画家。

## 概要
講談社が主催する漫画賞、アフタヌーン四季賞の出身者である。

## 作品

### 連載作品
- ファッションリーダー今井正太郎（2005年～2006年、全3巻）

### 読み切り・その他作品
以下、全て未単行本化（2012年5月現在）。
- 秘密の花園風呂（2004年、講談社-月刊アフタヌーン）
- ザ・彼女のおとうと（講談社-MiChao!）
- Cosmo-Polis X'mas（講談社-MiChao!）
- グッモーニン! Mr.イノセント（講談社-MiChao!）
- い・け・な・い★ペット キャンキャンされちゃう!!（講談社-MiChao!）
- 放課後★言いなりモデル ～彼氏の異常な愛情～（講談社-MiChao!）
- 天使のゴルフ（2010年、講談社-good!アフタヌーン）